# Niota
Niota – miasto w Stanach Zjednoczonych, w stanie Tennessee, w hrabstwie McMinn.